# The Early Years (album Deep Purplea)
The Early Years kompilacijski je album britanskog hard rock sastava Deep Purple, kojeg 2004. godine objavljuje diskografska kuća, 'EMI'.
Ova kompilacija sadrži materijal objavljen između 1968. i 1969., koji se sastoji od neobjavljenih i novih miksova snimljenih u tom periodu.

## Popis pjesama
1. "And the Address" (Remiks) (Blackmore/Lord) – 4:33
2. "Hush" (Monitor miks) (Joe South) – 4:11
3. "Mandrake Root" (Blackmore/Evans/Lord) – 6:09
4. "I'm So Glad" (Skip James) – 7:07
5. "Hey Joe" (Remiks) (Billy Roberts) – 7:13
6. "Kentucky Woman" (alternatina snimka) (Neil Diamond) – 5:30
7. "Listen, Learn Read On" (Blackmore/Evans/Lord/Paice) – 4:01
8. "The Shield" (Blackmore/Evans/Lord) – 6:03
9. "Wring That Neck" (BBC Session) (Blackmore/Lord/Simper/Paice) – 4:40
10. "Anthem" (Evans/Lord) – 6:28
11. "Bird Has Flown" (Evans/Blackmore/Lord)) – 5:32
12. "Blind" (Remix) (Lord) – 5:28
13. "Why Didn't Rosemary?" (Blackmore/Lord/Evans/Simper/Paice) – 5:01
14. "Lalena" (instrumental) (Donovan) – 5:09

## Izvođači
- Ritchie Blackmore – prva gitara
- Rod Evans – Vokal
- Jon Lord – Orgulje, Klavijature, Vokal
- Ian Paice – Bubnjevi
- Nick Simper – Bas gitara, Vokal

### Additional personnel
- Producent - Derek Lawrence
- Projekcija - Barry Ainsworth
- Digitalni remastered remiks - Peter Mew u 'Abbey Road Studios', London

## Vanjske poveznice
- Allmusic.com - Deep Purple - The Early Years